# Грант, Кеннет
Ке́ннет Грант (англ. Kenneth Grant; 23 мая 1924, Илфорд, Эссекс, Великобритания — 15 января 2011, неизвестно) — британский писатель и маг. Ученик Алистера Кроули и Остина Османа Спейра.

## Биография
После Второй мировой войны Грант работал секретарём Кроули и считался одним из его учеников. После смерти Кроули его наследник Карл Гермер выдал хартию О. Т. О. на создание лагеря английской группе под руководством Кеннета Гранта (члена ордена III степени); впоследствии он закрыл эту группу и исключил Гранта из членов О. Т. О.
Вместе со своей женой — художницей, оккультисткой и писательницей Стеффи Грантс — в период с 1946 по 2011 годы основал Ложу Новой Изиды и Тифонианский Орден Восточных Тамплиеров — магические общества, работающие с тёмной стороной кабалистического Древа Жизни.

## Творчество
Написал девять книг: «Магическое Возрождение» (1973), «Алистер Кроули и Тайный Бог» (1975), «Культы Тени» (1977), «Тёмная сторона Эдема» (1980), »Вне кругов Времени» (1989), «Источник Гекаты» (1994), «Внешние врата» (1998), «За пределами Лиловой зоны» (2002) и «Девятый свод» 2006. Они объединены в циклы «Тифонианских трилогий».
Книги Кеннета Гранта предлагают магический взгляд на темы клипот. Книги и учение оказали значительное влияние и на другие оккультные течения, к числу которых относятся Магия Хаоса, Храм Сета и Драгон Руж. Также они привлекли к себе интерес академических исследователей эзотеризма, особенно, Богдана Хенрика и Дейва Эванса.